# Szuha
Szuha (szlovákul: Suchá) község Nógrád vármegyében, a Bátonyterenyei járásban.

## Fekvése
Budapest felől a település közúton legegyszerűbben az M3-as autópályán, a 21-es és a 23-as főutakon közelíthető meg; a sztrádáról Hatvannál kell letérni, a 21-esről pedig Kisterenyénél kell kelet felé fordulni. Nemti központja után érjük el a Szuhára vezető utat, amely országos közútként a 24 109-es számozást viseli.
Szuha külterületén ágazik ki utóbbiból a nyugati szomszéd Dorogháza elérését biztosító 24 308-as és a keleti szomszéd Mátramindszentre vezető 24 111-es mellékút is, ebből pedig az a 24 306-os út, amely az egykor több vasútvonalat is kiszolgáló, de ma már gyakorlatilag semmilyen forgalmat nem bonyolító Mátramindszent vasútállomáshoz vezet.

## Története
Első írásos említése 1441-ben, „Zoha” alakban fordult elő; 1463-ban „Zwha”-nak írták. Régebben a mai helyétől északra volt a falu, csak a török hódoltság idején települtek át lakói a Mátra biztonságot nyújtó erdőségeinek közelébe. Az 1552. évi összeírások szerint nemes falu volt, lakói nem fizettek adót. Az egri vár 1589-90-ben kelt számadáskönyvei szerint a falu lakói az erődítmény fenntartásának céljaira szolgáltatták be a főpapi tizedet. A 19. század elején húsz családnak voltak itt földesúri jogai.

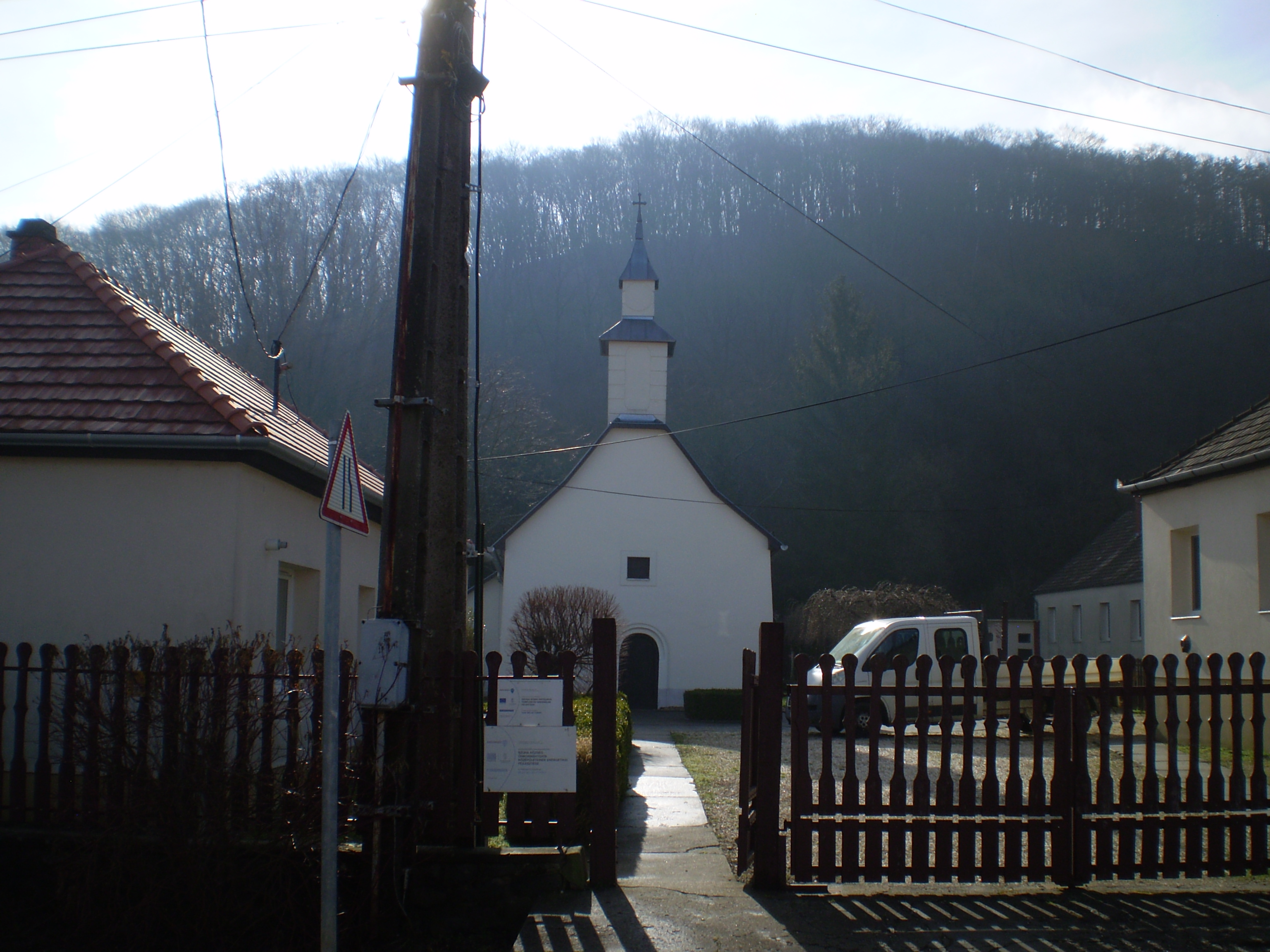
A falu temploma

Szuhához tartozik a Galyatető északi lábánál, sűrű erdők és hegyek ölelésében megbúvó Mátraalmás is. A településrész régen Szuhahutaként volt ismert, jelenlegi nevét 1962-ben kapta. A hegyvidéki telep kialakulása és fejlődése is eltér Szuháétól. Míg Szuha egy tradicionális, egyutcás palóc település, addig Szuhahuta telepes falu, valójában ipari kolónia volt. A falu alapítói a 18. század elején itt letelepedő felvidéki szlovák és lengyel családok voltak, akik kezdetben faszénégetéssel és hamuzsírkészítéssel foglalkoztak. A 18-19. században üveghuta működött itt, majd ezt követően a faeszközök és bútorok készítése biztosította a helyi lakosság mindennapi megélhetését.

## Közélete

### Polgármesterei
- 1990–1994: Bata József (független)[4]
- 1994–1998: Bata József (független)[5]
- 1998–2002: Kun Tiborné (független)[6]
- 2002–2006: Kun Tiborné (független)[7]
- 2006–2010: Kun Tiborné (független)[8]
- 2010–2014: Tóth Zoltán István (Fidesz-KDNP)[9]
- 2014–2019: Tóth Zoltán István (Fidesz-KDNP)[10]
- 2019–2024: Tóth Zoltán István (Fidesz-KDNP)[11]
- 2024– : Tóth Zoltán (Fidesz-KDNP)[1]

## Népesség
A település népességének változása:
| Lakosok száma | 585  | 576  | 561  | 610  | 501  | 565  | 570  |
|               | 2013 | 2014 | 2015 | 2021 | 2022 | 2023 | 2024 |

2001-ben a település lakosságának 97%-a magyar, 3%-a szlovák nemzetiségűnek vallotta magát.
A 2011-es népszámlálás során a lakosok 69,4%-a magyarnak, 0,2% bolgárnak, 0,3% németnek, 0,2% örménynek, 7% szlováknak mondta magát (30,6% nem nyilatkozott; a kettős identitások miatt a végösszeg nagyobb lehet 100%-nál). A vallási megoszlás a következő volt: római katolikus 54,9%, református 0,3%, evangélikus 0,3%, görögkatolikus 0,2%, felekezeten kívüli 6% (38,1% nem nyilatkozott).
2022-ben a lakosság 93,2%-a vallotta magát magyarnak, 4,8% szlováknak, 1% németnek, 0,4% horvátnak, 0,2% cigánynak, 0,2% lengyelnek, 5% egyéb, nem hazai nemzetiségűnek (6,8% nem nyilatkozott; a kettős identitások miatt a végösszeg nagyobb lehet 100%-nál). Vallásuk szerint 51,5% volt római katolikus, 2,4% református, 0,6% evangélikus, 0,2% görög katolikus, 0,2% egyéb keresztény, 1,2% egyéb katolikus, 11% felekezeten kívüli (32,3% nem válaszolt).

## Nevezetességei
Harangtorony
Az egyemeletes, zömök, négyzet alaprajzú torony a 18. században épült, barokk stílusban. Alacsony gúlatető fedi. Két harang van benne. A Kossuth Lajos u. 87. sz. előtt található.
Bükkfa forrás
A természetvédelmi területen található Bükkfa-forrás egy idős bükk gyökerei közül tör a felszínre. Védett terület a környező, 14 hektáros erdőrész.
Tájház
A tájház 2003 szeptemberében nyílt meg. A tisztaszobában és a konyhában régi palóc bútorok találhatók. Egy másik helyiségben szövő- és fonóeszközöket állítottak ki, ezeket akár ki is lehet próbálni. Címe: Szuha, Kossuth u. 79.
Római katolikus templom (Kisboldogasszony)
A település 15. századi, gótikus jellegű temploma 1688-ban leromlott állapotban volt. A dorogházi, 1811-es Canonica Visitatió szerint a mai, Kisboldogasszony tiszteletére szentelt, barokk stílusú templomot a régi felhasználásával építették 1768-ban. Címe: Szuha, Kossuth u. 82.